# (42522) Chuckberry
(42522) Chuckberry est un astéroïde de la ceinture principale.

## Description
(42522) Chuckberry est un astéroïde de la ceinture principale. Il fut découvert le 8 février 1994 à La Silla par Eric Walter Elst. Il présente une orbite caractérisée par un demi-grand axe de 2,43 UA, une excentricité de 0,14 et une inclinaison de 3,1° par rapport à l'écliptique.
Il est nommé d'après le guitariste légendaire Chuck Berry (1926-2017).